# Otakar Vávra
Otakar Vávra (ur. 28 lutego 1911 w Hradcu Králové, zm. 15 września 2011 w Pradze) – czeski reżyser i scenarzysta filmowy, pedagog.
Wyreżyserował 52 filmy (najsłynniejszy z nich to „Romanca na trąbkę” z 1966 r.), a do 80 napisał scenariusze. W 1950 r. był współzałożycielem Wydziału Filmowego w praskiej Akademii Sztuk Scenicznych, a następnie jego długoletnim wykładowcą. Wśród jego uczniów są m.in. Miloš Forman i Jiří Menzel.
Został odznaczony Tarczą Honorową Protektoratu Czech i Moraw z Orłem Świętego Wacława.